# غريغوري جي. جونسون
غريغوري جي. جونسون (بالإنجليزية: Gregory G. Johnson)‏ هو ضابط أمريكي، ولد في 1946.